# Buffalo Convention

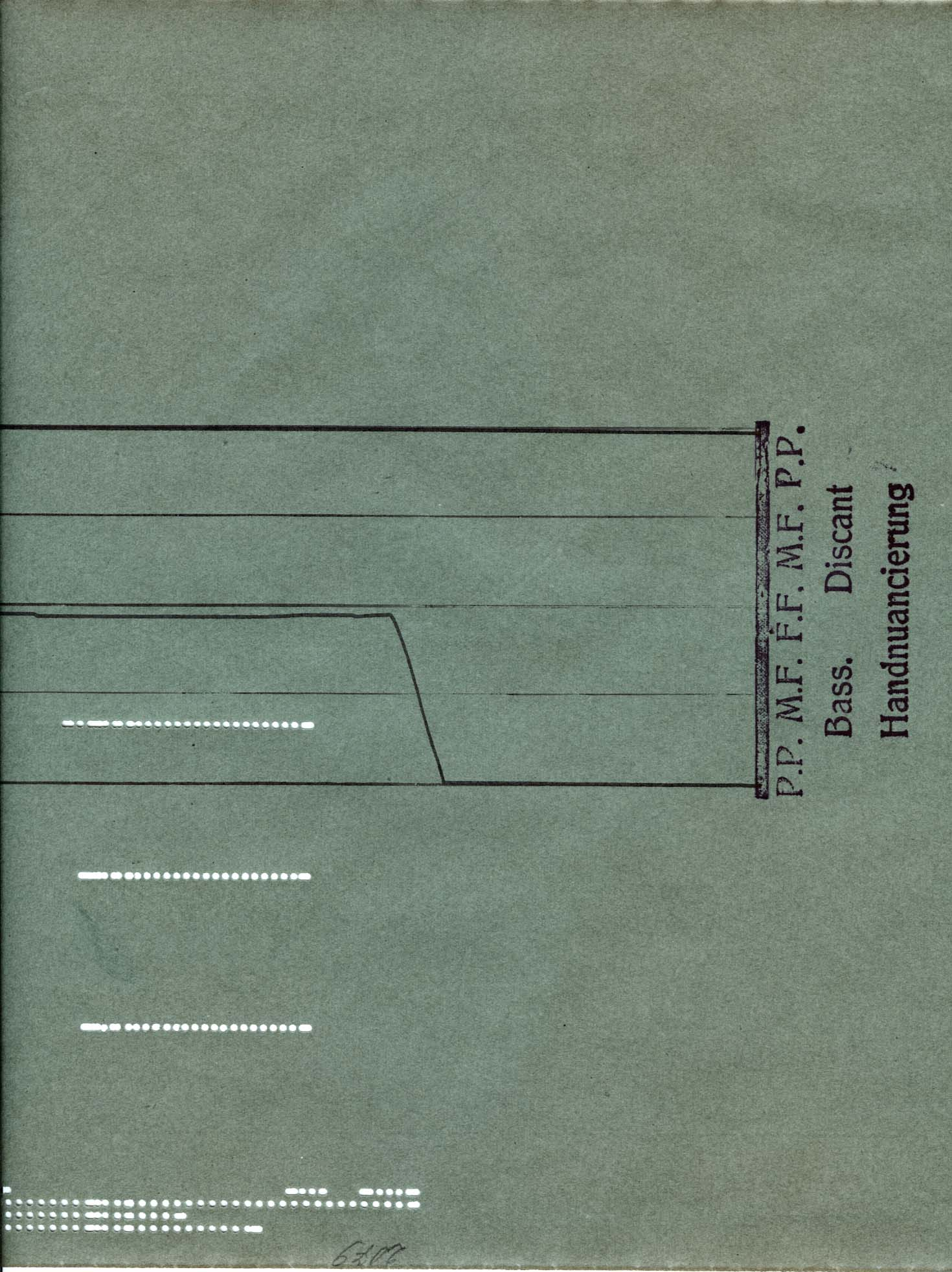
Eine Notenrolle für Welte-Mignon nach der Buffalo Convention, ca. 1919

In der Buffalo Convention vom 10. Dezember 1908 einigten sich die amerikanischen Hersteller von Notenrollen für selbstspielende Klaviere (englisch Pianolas) auf einen Standard. Sie kamen überein, zukünftig nur noch zwei Rollenformate mit unterschiedlicher Lochung von 65 und 88 Tönen, aber gleicher Breite von 11¼ Zoll = 285,75 mm zu verwenden. Dies beendete teilweise das auf dem boomenden Markt der automatischen Klaviere herrschende Chaos der Tonträger und erlaubte in den meisten Fällen das Spielen von Fremdfabrikaten, allerdings teilweise unter Verlust einzelner firmenspezifischer Funktionen.

Dieses Format wurde zum Quasi-Weltstandard.
Die seit 1883 für Orchestrien hergestellte Notenrolle war durch die Markteinführung des Pianola 1898 und der Konkurrenzinstrumente ein Massenprodukt geworden, bei der allerdings fast jeder Hersteller sein eigenes Rollenformat benutzt hatte.